# XII. Lajos és Bretagne-i Anna síremléke
XII. Lajos francia király és Bretagne-i Anna síremléke a Saint-Denis-székesegyházban áll.
A királyi pár síremlékének elkészítésével az uralkodó utódja, I. Ferenc bízta meg a Giusti-testvérpárt valószínűleg 1515-ben. A mauzóleum építése 1531-ben fejeződött be, a két olasz mester közül csak Giovanni nevét tüntették fel rajta. A tervezésben Guido Mazzoni vagy Jean Perréal működhetett közre. A síremlék a francia és itáliai művészeti hagyományok ötvözését mutatja.
XII. Lajos és második felesége Anna síremlékét carrarai márványból faragták. Fő eleme egy aprócska, antik templomra emlékeztető, oszlopos építmény, amelynek belsejében az uralkodópár meztelen, naturalista szobrai fekszenek. Ezeket feltehetően Guillaume Regnault készítette.
Az építményt a tizenkét apostolt és négy erényt (Megfontoltság, Erő, Igazságosság és Mértékletesség) megtestesítő szobrok veszik körbe. Az erényalakok a mauzóleum négy sarkán, az apostolok az oszlopos építmény körül helyezkednek el. A lábazatot az itáliai háború eseményeit ábrázoló domborművek díszítik. Lajost és Annát az építmény tetején elhelyezett két térdelő, imádkozó szobor életében is megjeleníti.